# Новоджерелиевская
Новоджерели́евская — станица в Брюховецком районе Краснодарского края. Административный центр Новоджерелиевского сельского поселения.

## География
Расположена на реке Кирпили в 26 км к западу от станицы Брюховецкая. В районе станицы река образует обширные лиманы.

## История
Станица основана в 1809 году как куренное селение, входила в состав Темрюкского отдела Кубанской области.

## Население
| 1939 | 2002  | 2010  | 2021  |
| ---- | ----- | ----- | ----- |
| 5263 | ↗5297 | ↘5020 | ↗5151 |

## Известные уроженцы
- Гаценко, Андрей Тихонович (1928—1987) — советский шахтёр, Герой Социалистического Труда.
- Дудка, Игорь Алексеевич (1976—1995) — российский военнослужащий, рядовой.